# Taketomi (Okinawa)
Taketomi (竹富町, Taketomi-chō) est un bourg du district de Yaeyama, situé dans la préfecture d'Okinawa, au Japon. Son nom okinawaïen est Dakidun et son nom yaeyama est Teedun.

## Géographie

### Situation
Taketomi est situé dans les îles Yaeyama, au Japon, et comprend Taketomi-jima, Iriomote-jima et Sotobanari-jima, Kohama-jima et Yubu-jima et Kayama-jima, Kuro-shima et Aragusuku-jima, Hateruma-jima et Hatoma-jima.

### Démographie
Au 31 mars 2025, la population de Taketomi s'élevait à 4 100 habitants répartis sur une superficie de 334,39 km2.

## Transports
Taketomi est accessible par bateau et par avion.

## Patrimoine culturel et naturel
Le bourg de Taketomi compte soixante-trois éléments désignés ou enregistrés comme patrimoine matériel culturel ou naturel, au niveau national, préfectoral ou municipal. 
- Nom (japonais) (type d’enregistrement)

### Patrimoine matériel
- Ancienne résidence de la famille Yonaguni (旧与那国家住宅?)(National)
- Costume officiel d’Inafuku Chikudun (稲福筑登之正装?) (Municipal)
- Jarre à eau de Nakasuji nu Nubema (仲筋ぬヌベマの水がめ?) (Municipal)
- Mobilier de l’amas coquillier de Shimotabaru (下田原貝塚出土品?) (Préfectoral)
- Ponton d’Iko (伊古桟橋?) (National)
- Ponton occidental (西桟橋?) (National)
- Résidence de la famille Kamiyama : bâtiment principal, mur de pierres, réservoir à eau, puits (神山家住宅 主屋、石垣、水タンク、井戸?) (National)
- Résidence de la famille Ōmori : bâtiment principal, mur hinpun, mur de pierres, puits (大盛家住宅 主屋、ヒンプン、石垣、井戸?) (National)
- Résidence de la famille Shinmori (新盛家住宅?) (Préfectoral)
- Tour de Nagomi (なごみの塔?) (National)
- Vêtements et ustensiles pour le thé de Minamikawada Yonatoshi (南川田於那利の衣装及び茶器?) (Municipal)

### Patrimoine ethnologique
- Outils pour la vie sur l’île de Taketomi (竹富島の生活用具?) (National)
- Source Uhira-kā (大平井戸 (ウヒラカー)?) (Municipal)

### Sites historiques
- Amas coquillier de Nakama No.1 (仲間第一貝塚?) (Préfectoral)
- Amas coquillier de Nakama No.2 (仲間第二貝塚?) (Préfectoral)
- Amas coquillier de Pinishii (平西貝塚?) (Préfectoral)
- Amas coquillier de Shimotabaru (下田原貝塚?) (Préfectoral)
- Cabane Yāmayasukyi dans la résidence Kohama (小浜家のヤーマヤスキィ?) (Municipal)
- Feux d’alerte de Sakishima : feux d’alerte de Kusukumui, Puzumari, Takaniku, Nakamui -Haterumamui-, Kōtomui, Nakamui et Ufudaki (先島諸島火番盛 (小城盛、プズマリ、タカニク、中森〔波照間ムリ〕、コート盛、中森、大岳)?) (National)
- Inumuru (site d’un château d’aji) (イヌムル (按司の城跡)?) (Municipal)
- Lieu de naissance d’Akahachi (アカハチ誕生の地?) (Municipal)
- Mur de pêche Nagaki (海垣・魚垣 (ながき)?) (Municipal)
- Pierre Kandoura : pierre de tonnerre / pierre spirituelle (カンドウラ石 (雷石、霊石)?) (Municipal)
- Pierre Shichisadameishi (節定め石節定め石?) (Municipal)
- Route Pisada (ピサダ道?) (Municipal)
- Site archéologique d’Utisukuyama (ウティスク山遺跡?) (Municipal)
- Site archéologique du village de Shinzato (新里村遺跡?) (Municipal)
- Site de Kuinupana (クイヌパナ?) (Municipal)
- Site de la résidence de Keraikedagusuku (慶来慶田城翁屋敷跡?) (Municipal)
- Site de la résidence d’Ōtakesonaidōgiza (大竹祖納堂儀佐屋敷跡?) (Municipal)
- Site du banjo (poste de garde) (番所跡?) (Municipal)
- Site du château de Shimotabaru (下田原城跡?) (National)
- Site du kuramoto (bureau administratif) (蔵元跡?) (Préfectoral)
- Site sacré de Nagata Utaki (長田御嶽?) (Municipal)
- Site sacré de Nishitō On (西塘御嶽?) (Préfectoral)
- Source An’nukā (下り井戸?) (Municipal)
- Source Miina-kā (ミーナ井戸?) (Municipal)
- Source Shimusukē (シムスケー?) (Municipal)
- Tombe ancienne Isanchayā (イサンチャヤー (古墓)?) (Municipal)

### Lieux de beauté pittoresque
- Paysage de Takana (高那の景勝?) (Municipal)
- Ufudaki (大岳?) (Municipal)

### Monuments naturels
- Badamier (Terminalia catappa) de Kamadoma (カマドマのクバデサー?) (Municipal)
- Communauté de bois matelot (Pemphis acidula) (浜シタン群落?) (Municipal)
- Communauté de faux-badamiers (Heritiera littoralis) de Komi (古見のサキシマスオウノキ群落?) (National)
- Communauté de figuiers des banians (Ficus benghalensis) de Kōkibaru (コーキ原のガジュマル群落?) (Municipal)
- Communauté de Monoon liukiuense d’Ubaruta (大保良田クロボウモドキ群落?) (Municipal)
- Communauté de Monoon liukiuense du site sacré de Shiisabaru Wā (白朗原御嶽クロボウモドキ群落?) (Municipal)
- Communauté de palmiers d’eau (Nypa fruticans) de Funaura (船浦のニッパヤシ群落?) (National)
- Communauté de palmiers Satakentia liukiuensis d’Ubundoru (ウブンドルのヤエヤマヤシ群落?) (National)
- Forêt de Hatoma-nakamori (鳩間中森?) (Municipal)
- Lilas mauve de Yaeyama (Vitex trifolia var. Bicolor) de Funauki (船浮のヤエヤマハマゴウ?) (Préfectoral)
- Réserve naturelle de Hoshitate (星立天然保護区域?) (National)
- Réserve naturelle de la rivière Nakama-gawa (仲間川天然保護区域?) (National)
- Rocher Asabishibana (アサビシバナ (遊び岩)?) (Municipal)
- Vieux Machilus thunbergii (タブの老木?) (Municipal)
- Vieux mûrier (Morus australis Poir.) (桑の老木?) (Municipal)
- Zone de reproduction des oiseaux de mer de l’île de Nakanokami (仲の神島海鳥繁殖地?) (National)